# Triumph Trophy SE
La Triumph Trophy SE, o chiamata anche Triumph Trophy 1200 SE, è una motocicletta prodotta dalla casa motociclistica inglese Triumph Motorcycles dal 2012 al 2017.

## Descrizione
La Triumph Trophy è stata presentata il 22 giugno 2012 durante i Tridays a Neukirchen am Großvenediger, con le vendite che sono iniziate a ottobre 2012. La moto riprende il nome già impiegato sulla Triumph Trophy 1200 (1991-2003) ed è stata assemblata a Hinckley in Inghilterra. 
La parola Trophy in precedenza era già stata utilizzata per chiamare altre moto della casa inglese, tra cui la TR5 (1949-1958) e la Trophy 900 (1991-2001).
La moto è costruita su di un telaio in alluminio con il motore che svolge funzione portante, coadiuvato da un sistema sospensivo costituito da un forcellone monobraccio in alluminio al posteriore e una forcella telescopica a steli rovesciati all'anteriore. Il sistema frenante è costituito da tre dischi Nissin (due all'avantreno da 320 mm e una al retrotreno da 282 mm) con pinze fisse a quattro pistoncini all'anteriore e pinze a due pistoncini al posteriore. Gli pneumatici anteriori misurano 120/70 ZR 17 mentre al posteriori sono da 180/55 ZR 17. 
Il motore è un tricilindrico da 1215 cm³, con distribuzione bialbero a 12 valvole, 4 per cilindro, con alimentazione ad iniezione indiretta e coadiuvato da un cambio a 6 marce con trasmissione finale a cardano. Le quattro valvole per cilindro sono azionate da due alberi a camme in testa mossi tramite catena. I cilindri hanno un alesaggio di 85,6 mm, una corsa di 71,4 mm e un rapporto di compressione di 11:1.
Il motore, lo stesso già utilizzato anche sulla Tiger Explorer, sulla Trophy eroga una potenza leggermente inferiore e ha una sesta marcia più alta. Inoltre si differenzia per il software di controllo del motore, l'airbox e il sistema di scarico 3 in 1 con silenziatore posto sul lato destro in acciaio inossidabile.

## Caratteristiche tecniche
| Caratteristiche tecniche - Triumph Trophy SE                  | Caratteristiche tecniche - Triumph Trophy SE                              | Caratteristiche tecniche - Triumph Trophy SE                              | Caratteristiche tecniche - Triumph Trophy SE                              | Caratteristiche tecniche - Triumph Trophy SE                              | Caratteristiche tecniche - Triumph Trophy SE                              |
| ------------------------------------------------------------- | ------------------------------------------------------------------------- | ------------------------------------------------------------------------- | ------------------------------------------------------------------------- | ------------------------------------------------------------------------- | ------------------------------------------------------------------------- |
|                                                               |                                                                           |                                                                           |                                                                           |                                                                           |                                                                           |
| Dimensioni e pesi                                             |                                                                           |                                                                           |                                                                           |                                                                           |                                                                           |
| Meccanica                                                     |                                                                           |                                                                           |                                                                           |                                                                           |                                                                           |
| Tipo motore: tricilindrico a 4 tempi ad iniezione elettronica | Tipo motore: tricilindrico a 4 tempi ad iniezione elettronica             | Tipo motore: tricilindrico a 4 tempi ad iniezione elettronica             | Tipo motore: tricilindrico a 4 tempi ad iniezione elettronica             | Raffreddamento: ad acqua                                                  | Raffreddamento: ad acqua                                                  |
| Cilindrata                                                    | 1215 cm³ (Alesaggio 85,0 × Corsa 71,4 mm)                                 | 1215 cm³ (Alesaggio 85,0 × Corsa 71,4 mm)                                 | 1215 cm³ (Alesaggio 85,0 × Corsa 71,4 mm)                                 | 1215 cm³ (Alesaggio 85,0 × Corsa 71,4 mm)                                 | 1215 cm³ (Alesaggio 85,0 × Corsa 71,4 mm)                                 |
| Distribuzione: DOHC, 4 valvole per cilindro                   | Distribuzione: DOHC, 4 valvole per cilindro                               | Distribuzione: DOHC, 4 valvole per cilindro                               | Alimentazione: Iniezione elettronica                                      | Alimentazione: Iniezione elettronica                                      | Alimentazione: Iniezione elettronica                                      |
| Frizione: Multidisco in bagno d'olio                          | Frizione: Multidisco in bagno d'olio                                      | Frizione: Multidisco in bagno d'olio                                      | Cambio: sequenziale a 6 marce (sempre in presa)                           | Cambio: sequenziale a 6 marce (sempre in presa)                           | Cambio: sequenziale a 6 marce (sempre in presa)                           |
| Trasmissione                                                  | catena                                                                    | catena                                                                    | catena                                                                    | catena                                                                    | catena                                                                    |
| Avviamento                                                    | elettrico                                                                 | elettrico                                                                 | elettrico                                                                 | elettrico                                                                 | elettrico                                                                 |
| Ciclistica                                                    |                                                                           |                                                                           |                                                                           |                                                                           |                                                                           |
| Sospensioni                                                   | Anteriore: Forcella con steli rovesciati / Posteriore: Monoammortizzatore | Anteriore: Forcella con steli rovesciati / Posteriore: Monoammortizzatore | Anteriore: Forcella con steli rovesciati / Posteriore: Monoammortizzatore | Anteriore: Forcella con steli rovesciati / Posteriore: Monoammortizzatore | Anteriore: Forcella con steli rovesciati / Posteriore: Monoammortizzatore |
| Freni                                                         | Anteriore: 2 a disco / Posteriore: a disco                                | Anteriore: 2 a disco / Posteriore: a disco                                | Anteriore: 2 a disco / Posteriore: a disco                                | Anteriore: 2 a disco / Posteriore: a disco                                | Anteriore: 2 a disco / Posteriore: a disco                                |
| Fonte dei dati:                                               |                                                                           |                                                                           |                                                                           |                                                                           |                                                                           |